# Ali Bolaghi (Ardabil)
Pour les articles homonymes, voir Ali Bolaghi.
Ali Bolaghi (en persan : علي بلاغي, également romanisé en ‘Alī Bolāghī) est un village de la province d'Ardabil, en Iran. Il est rattaché à la préfecture de Namin.
Lors du recensement de 2006, le village compte 372 habitants, répartis en 90 familles.